# HMS Romulus (27)
HMS Romulus (27) var en jagare i svenska flottan. Romulus och systerfartyget HMS Remus köptes in från Italien år 1940. Hon sjösattes i Italien den 11 mars 1934 för italienska marinen som eskortjagare med namnet Spica av Spica-klass och köptes av Sverige 1940 som då också bytte namn på fartyget. Romulus var en väsentlig förstärkning till det svenska försvaret som var dåligt rustat vid tiden. Under pågående inköpsresa från Italien anfölls Frankrike och Norge av Tyskland, vilket skapade dramatik då konvojen beslagtogs av Storbritannien. Se Psilanderaffären.

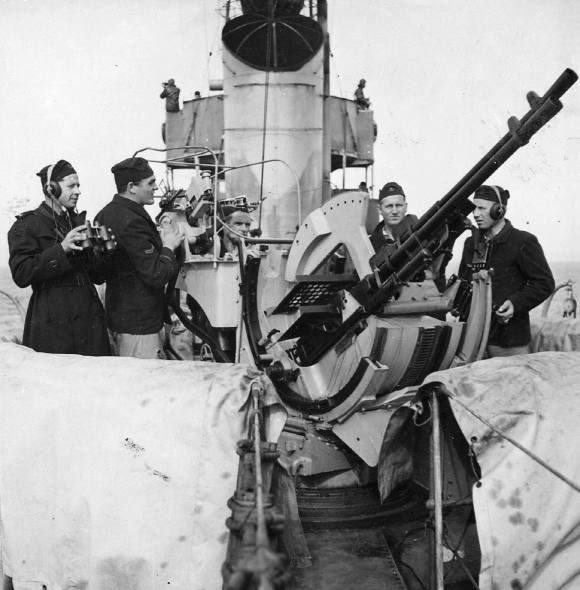